# Raveau
Raveau és un municipi francès al departament del Nièvre (regió de Borgonya - Franc Comtat). L'any 2007 tenia 663 habitants.

## Demografia

### Població
El 2007 la població de fet de Raveau era de 663 persones. Hi havia 284 famílies, de les quals 92 eren unipersonals (24 homes vivint sols i 68 dones vivint soles), 88 parelles sense fills, 76 parelles amb fills i 28 famílies monoparentals amb fills.
La població ha evolucionat segons el següent gràfic:

### Habitatges
El 2007 hi havia 390 habitatges, 296 eren l'habitatge principal de la família, 72 eren segones residències i 22 estaven desocupats. 382 eren cases i 6 eren apartaments. Dels 296 habitatges principals, 272 estaven ocupats pels seus propietaris, 19 estaven llogats i ocupats pels llogaters i 5 estaven cedits a títol gratuït; 2 tenien una cambra, 17 en tenien dues, 59 en tenien tres, 92 en tenien quatre i 126 en tenien cinc o més. 220 habitatges disposaven pel capbaix d'una plaça de pàrquing. A 126 habitatges hi havia un automòbil i a 143 n'hi havia dos o més.

### Piràmide de població
La piràmide de població per edats i sexe el 2009 era:
| Homes | Edats   | Dones |
| ----- | ------- | ----- |
| 4     | 95 o +  | 4     |
| 0     | 90 a 94 | 8     |
| 8     | 85 a 89 | 8     |
| 4     | 80 a 84 | 12    |
| 8     | 75 a 79 | 12    |
| 12    | 70 a 74 | 24    |
| 16    | 65 a 69 | 28    |
| 12    | 60 a 64 | 16    |
| 8     | 55 a 59 | 12    |
| 44    | 50 a 54 | 20    |
| 28    | 45 a 49 | 8     |
| 32    | 40 a 44 | 44    |
| 32    | 35 a 39 | 36    |
| 24    | 30 a 34 | 28    |
| 0     | 25 a 29 | 16    |
| 0     | 20 a 24 | 8     |
| 40    | 15 a 19 | 12    |
| 24    | 10 a 14 | 48    |
| 24    | 5 a 9   | 24    |
| 12    | 0 a 4   | 12    |

## Economia
El 2007 la població en edat de treballar era de 434 persones, 296 eren actives i 138 eren inactives. De les 296 persones actives 281 estaven ocupades (147 homes i 134 dones) i 15 estaven aturades (8 homes i 7 dones). De les 138 persones inactives 76 estaven jubilades, 34 estaven estudiant i 28 estaven classificades com a «altres inactius».

### Ingressos
El 2009 a Raveau hi havia 309 unitats fiscals que integraven 673,5 persones, la mediana anual d'ingressos fiscals per persona era de 18.816 €.

### Activitats econòmiques
Dels 18 establiments que hi havia el 2007, 1 era d'una empresa alimentària, 4 d'empreses de construcció, 3 d'empreses de comerç i reparació d'automòbils, 3 d'empreses d'hostatgeria i restauració, 1 d'una empresa immobiliària, 5 d'empreses de serveis i 1 d'una empresa classificada com a «altres activitats de serveis».
Dels 5 establiments de servei als particulars que hi havia el 2009, 2 eren fusteries, 1 lampisteria, 1 electricista i 1 restaurant.
Dels 2 establiments comercials que hi havia el 2009, 1 era un supermercat i 1 una botiga de menys de 120 m².
L'any 2000 a Raveau hi havia 12 explotacions agrícoles que ocupaven un total de 548 hectàrees.

## Equipaments sanitaris i escolars
El 2009 hi havia una escola elemental.

## Poblacions properes
El següent diagrama mostra les poblacions més properes.